# Чиппева-Фоллс
Чиппева-Фоллс (англ. Chippewa Falls) — місто (англ. city) в США, окружний центр округу Чиппева штату Вісконсин. Населення — 14 731 особа (2020). Статус міста надано 1869 року.
Назва міста походить від річки Чиппева, на якій розташоване місто, яка у свою чергу названа на честь Оджибва, корінних американців.

## Географія
Чиппева-Фоллс розташована за координатами 44°56′6″ пн. ш. 91°23′22″ зх. д. / 44.93500° пн. ш. 91.38944° зх. д. (44.934888, -91.389337). За даними Бюро перепису населення США в 2010 році місто мало площу 30,87 км², з яких 29,45 км² — суходіл та 1,43 км² — водойми.

## Демографія
Згідно з переписом 2010 року, у місті мешкала 13 661 особа в 5896 домогосподарствах у складі 3275 родин. Густота населення становила 442 особи/км². Було 6304 помешкання (204/км²).
Расовий склад населення:
| - 95,1 % — білих - 1,7 % — чорних або афроамериканців - 0,9 % — азіатів - 0,7 % — корінних американців |

До двох чи більше рас належало 1,4 %. Частка іспаномовних становила 1,6 % від усіх жителів.
За віковим діапазоном населення розподілялося таким чином: 22,9 % — особи молодші 18 років, 60,7 % — особи у віці 18—64 років, 16,4 % — особи у віці 65 років та старші. Медіана віку мешканця становила 38,0 року. На 100 осіб жіночої статі у місті припадало 102,9 чоловіків; на 100 жінок у віці від 18 років та старших — 99,9 чоловіків також старших 18 років.
Середній дохід на одне домашнє господарство становив 51 833 долари США (медіана — 38 063), а середній дохід на одну сім'ю — 68 149 доларів (медіана — 55 048). Медіана доходів становила 40 218 доларів для чоловіків та 30 592 долари для жінок. За межею бідності перебувало 15,4 % осіб, у тому числі 17,0 % дітей у віці до 18 років та 7,6 % осіб у віці 65 років та старших.
Цивільне працевлаштоване населення становило 6209 осіб. Основні галузі зайнятості: виробництво — 26,3 %, освіта, охорона здоров'я та соціальна допомога — 20,1 %, роздрібна торгівля — 14,1 %.